# Avenida Pedro de Valdivia
La avenida Pedro de Valdivia es una importante arteria vial que recorre en dirección norte-sur el sector oriente de la ciudad de Santiago. Forma parte del anillo interior de Santiago y pasa por las comunas de Providencia, Ñuñoa y Macul. Nace en la intersección con la avenida Andrés Bello (su continuación hacia el norte se llama Pedro de Valdivia Norte) anteriormente como una calle de un solo sentido (norte a sur), adquiriendo doble sentido en la intersección con avenida Providencia.

## Historia
La avenida es construida en 1895 producto del surgimiento de la «Población Providencia», que consistió en un loteo que colindaba al este con la chacra Lo Bravo y al oeste con la antigua chacra de Matilde Salamanca, ocupada en aquel entonces por la casa y chacra del Convento Providencia, la Casa de Orates, estanques de agua potable y algunos regimientos. La vía estaba proyectada con un ancho de 30 metros y conectaba las avenidas Providencia por el norte e Irarrázaval por el sur, contemplándose una plaza en su porción central (a la altura de la actual avenida Francisco Bilbao), en donde las líneas de tranvía se bifurcaban para rodear dicha área verde.
Hacia 1930 la avenida ya había sido extendida al sur de la avenida Irarrázaval, ingresando a la comuna de Ñuñoa; en mapas de 1931 se registra que la avenida alcanzaba la altura de la calle Alcalde Eduardo Castillo Velasco (antes denominada Tocornal), mientras que hacia 1941 alcanzaba la entonces calle Los Acacios (actual avenida Rodrigo de Araya) y para 1958 llegaba a la altura de la avenida Quilín.
En 1946, con la construcción del barrio denominado «Pedro de Valdivia Norte», ubicado al norte del río Mapocho, se extendió la avenida Pedro de Valdivia hacia dicho sector. En 1977 se iniciaron las obras para que la avenida Pedro de Valdivia atravesara la plaza homónima, dada la congestión vial que generaba el rodearla como ocurría en su diseño original. Junto con la construcción del nuevo tramo se construyó un puente peatonal que conecta ambos sectores de la plaza.
El 24 de abril de 2021 se cambió el sentido de tránsito de la pista oriente de la avenida (sur a norte) entre la avenida Providencia y Los Conquistadores pasando a ser bidireccional como parte de las obras de mitigación vial del proyecto Costanera Center.

## Características
En la mayor parte de su trazado por la comuna de Providencia se presenta pavimentada con adoquines, aunque en muy mal estado, caracterizándose por la presencia de "parches" de asfalto. La situación mejora en Ñuñoa, aunque a la altura del Estadio Nacional la cantidad de pistas disminuye gradualmente de dos por lado a solo una por lado.
En época navideña, se adornan con pequeñas luces los plátanos orientales que rodean la avenida en el tramo perteneciente a la comuna de Providencia, creando una de las imágenes más llamativas de la ciudad.
Esta calle recibe su nombre del conquistador español Pedro de Valdivia, fundador de la ciudad de Santiago y primer gobernador de la Capitanía General de Chile.